# Vier ernste Gesänge

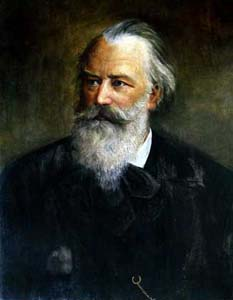
Johannes Brahms: nach einer Fotografie gemaltes postumes Porträt

Vier ernste Gesänge, op. 121, ist ein Zyklus von vier Liedern für Bass und Klavier von Johannes Brahms. Er komponierte das Werk in Wien im Jahre 1896 und widmete es Max Klinger.

## Geschichte
Als junger Mann hatte Brahms zwischen 1865 und 1868 Ein deutsches Requiem komponiert, das auf der Grundlage einer Sammlung biblischer Zitate aus der Lutherbibel den Tod thematisierte. Er schrieb Vier ernste Gesänge am Ende seines Lebens, wiederum zu Worten aus der Bibel. Er verwendete dazu auch Skizzen für eine nicht mehr ausgeführte Sinfonie. Seine Freundin Clara Schumann hatte am 26. März 1896 einen Schlaganfall erlitten. Brahms vollendete die Komposition dieses Liederzyklus, seines letzten, an seinem Geburtstag, dem 7. Mai 1896, in Vorahnung ihres Todes.
Die Texte für die ersten drei Lieder sind dem Alten Testament entnommen und thematisieren den Tod und die Vergänglichkeit des Lebens. Der Text des vierten Liedes entstammt dem Neuen Testament und stellt Glaube, Hoffnung und Liebe in den Mittelpunkt. Die Titel der vier Gesänge lauten:
1. Denn es gehet dem Menschen wie dem Vieh Prediger Salomo, Kap. 3
2. Ich wandte mich, und sahe an Prediger Salomo, Kap. 4
3. O Tod, wie bitter bist du Jesus Sirach, Kap. 41
4. Wenn ich mit Menschen- und mit Engelszungen S. Pauli an die Corinther I., Kap. 13

Die biblischen Quellen:
1. Denn es gehet dem Menschen aus Prediger Salomo 3,19–22 LUT
2. Ich wandte mich, und sahe an aus Prediger Salomo 4,1–3 LUT
3. O Tod, wie bitter bist du aus Jesus Sirach 41,1–2 LUT
4. Wenn ich mit Menschen aus dem 1. Brief des Paulus an die Korinther 13,1–3, 12–13 LUT

Die Lieder wurden 1896 vom Musikverlag N. Simrock veröffentlicht. Ursprünglich für eine tiefe Stimmlage geschrieben, wurden sie auch in eine höhere Stimmlage umgeschrieben. Für Orchester wurden sie beispielsweise von Günter Raphael bearbeitet.

## Uraufführung
Die Uraufführung erfolgte in Wien am 9. November 1896 im Beisein des Komponisten durch zwei holländische Künstler: den Bariton Anton Sistermans und den zwanzigjährigen Pianisten Coenraad v. Bos. Brahms kam nach der Aufführung hinter die Bühne und dankte Sistermans und Bos für die Aufführung, die, wie er sagte, vollkommen seine Intentionen verwirklichte.
Zwei Wochen später begleitete Bos Raimund von Zur Mühlen zu den vier Gesängen. Zur Mühlen konnte das finale Diminuendo, wie es in der Partitur vermerkt war, nicht zustande bringen, deshalb wies er Bos an, das Crescendo nach dem Ende der Singstimme weiter zu spielen und das Werk mit fff anstatt mit p, wie Brahms es angegeben hatte, enden zu lassen. Später sprach Zur Mühlen mit Brahms und sagte, er hoffe, dass er ihm diese Abweichung von der Partitur nicht übel nehme. Brahms antwortete, dass Zur Mühlen hervorragend gesungen habe und er nichts Falsches bemerkt habe.

## Struktur
In der nachfolgenden Tabelle ist die Tonart diejenige der Originalkomposition, Tempobezeichnung und Takt werden auch angegeben. Die Links zu den Partituren führen zu der Version für hohe Stimmlage.
| Nr. | Beginn des Textes            | Tempobezeichnung          | Tonart | Takt | Partitur |
| --- | ---------------------------- | ------------------------- | ------ | ---- | -------- |
| 1   | Denn es gehet dem Menschen   | Andante                   | d-Moll | 4/4  | [ 11 ]   |
| 2   | Ich wandte mich, und sahe an | Andante                   | g-Moll | 3/4  | [ 12 ]   |
| 3   | O Tod, wie bitter bist du    | Grave                     | e-Moll | 3/2  | [ 13 ]   |
| 4   | Wenn ich mit Menschen        | Andante con moto et anima | Es-Dur | 4/4  | [ 14 ]   |

## Aufnahmen (Auswahl)
1947 nahm Kathleen Ferrier Vier ernste Gesänge mit der Pianistin Phyllis Spurr und 1950 mit John Newmark auf.
In einer Live-Übertragung aus der Royal Albert Hall im Jahre 1949 sang sie eine Orchesterversion auf Englisch mit dem BBC Symphony Orchestra unter der Leitung von Malcolm Sargent.
Hans Hotter machte eine Aufnahme der Gesänge im Jahre 1951 mit dem Pianisten Gerald Moore, zusammen mit anderen Liedern von Brahms und der Bach-Kantate Ich habe genug.
Von Dietrich Fischer-Dieskau gibt es mehrere Aufnahmen der Gesänge; die erste befindet sich auf seiner ersten Schallplatte für Deutsche Grammophon aus dem Jahr 1949, begleitet wird er von Hertha Klust. Anne Ozorio beschrieb die Aufnahme als „einen weiteren bedeutenden Moment in der Geschichte des Liedes. Der Sänger war knapp 24 Jahre alt, aber er erspürte schon die Tiefe von Brahms’ Meditation über den Tod.“ Im März 1972 nahm er sie zusammen mit Daniel Barenboim auf und erneut mit Jörg Demus. Christian Gerhaher und der Pianist Gerold Huber nahmen die Gesänge im Jahr 2002 auf.